# Elaeagnus maximowiczii
Elaeagnus maximowiczii är en havtornsväxtart som beskrevs av Serv.. Elaeagnus maximowiczii ingår i släktet silverbuskar, och familjen havtornsväxter. Inga underarter finns listade i Catalogue of Life.